# Leucographus alluaudi
Leucographus alluaudi là một loài bọ cánh cứng trong họ Cerambycidae.